# Danh sách giải thưởng và đề cử của Pimchanok Leuwisedpaiboon
Dưới đây là danh sách giải thưởng và đề cử của diễn viên Thái Lan Pimchanok Leuwisedpaiboon.
Năm 2017, Baifern Pimchanok vào vai diễn Karnkaew (Karn) đầy tham vọng, bán thân mình để chen chân vào tầng lớp thượng lưu trong dự án truyền hình Lhong Fai 2017. Nhờ đó cô đã giành được Giải thưởng Nataraj lần thứ 9 cho hạng mục Nữ diễn viên đột phá và Đề cử cho hạng mục Nữ diễn viên chính xuất sắc nhất của bộ phim này.
Năm 2019, Baifern Pimchanok một lần nữa khẳng định thực lực qua vai diễn mỹ nhân chuyển giới - Nira Kongsawad (Ni) trong tác phẩm truyền hình Chiếc lá cuốn bay, kể về cuộc đời nhân vật chuyển giới trải qua tuổi thơ bất hạnh vì bị bố và cô ruột hắt hủi, sau đó trở lại với thân phận và hình hài mới, tìm mọi cách để trả thù,...đã thu hút khán giả trong và ngoài nước, trở thành bộ phim có rating cao nhất của One 31 Thái Lan năm 2019. Ngoài ra, Chiếc lá cuốn bay còn đứng thứ ba trong top 10 bộ phim Thái Lan được tìm kiếm nhiều nhất trên Google Thái năm 2019 và là một trong những bộ phim phổ biến tại Châu Á.

## Giải thưởng diễn xuất
| Năm  | STT | Giải thưởng                            | Hạng mục                                              | Tác phẩm                                           | Kết quả   | Ghi chú |
| 2011 | 01  | 11th Top Awards                        | Best Rising Actress (Film)                            | First Love (phim Thái 2010)                        | Đoạt giải |         |
| 2011 | 02  | 20th Suphannahong National Film Awards | Best Actress                                          | First Love (phim Thái 2010)                        | Đề cử     |         |
| 2011 | 03  | 8th Starpics Thai Films Awards         | Best Actress                                          | First Love (phim Thái 2010)                        | Đề cử     |         |
| 2011 | 04  | 4th Siam Dara Star Awards              | Best Actress (Film)                                   | First Love (phim Thái 2010)                        | Đề cử     |         |
| 2011 | 05  | 4th Siam Dara Star Awards              | Rising Actress                                        | First Love (phim Thái 2010)                        | Đề cử     |         |
| 2011 | 06  | 8th Kom Chad Luek Awards               | Best Actress (Film)                                   | First Love (phim Thái 2010)                        | Đề cử     |         |
| 2011 | 07  | 5th Kazz Award                         | Popular Actress                                       | Aladin và cây đèn thần                             | Đề cử     |         |
| 2011 | 08  | Daradaily The Great Awards             | Best Film Actress of the Year                         | First Love (phim Thái 2010)                        | Đề cử     |         |
| 2011 | 09  | Daradaily The Great Awards             | Best Female Rising Star                               | Look Khon                                          | Đề cử     |         |
| 2011 | 10  | 8th Chalermthai Awards                 | Best Actress in a Leading Role                        | First Love (phim Thái 2010)                        | Đoạt giải |         |
| 2011 | 11  | 19th Bangkok Critics Assembly Awards   | Best Leading Actress                                  | First Love (phim Thái 2010)                        | Đề cử     |         |
| 2012 | 13  | 6th Kazz Awards                        | Popular Actress                                       | —                                                  | Đoạt giải |         |
| 2014 | 14  | 11th Kom Chad Luek Awards              | Popular Vote - Actress                                | Look Mai Lark See                                  | Đề cử     |         |
| 2015 | 15  | 30th Saraswati Royal Award             | Popular Actress                                       | Die A Violent Death 2                              | Đề cử     |         |
| 2015 | 16  | 1st Maya Awards                        | Best Leading Actress (Film)                           | Cat A Wabb, Back to the 90s                        | Đề cử     | [ 1 ]   |
| 2016 | 17  | 6th Thai Film Director Awards          | Best Actress                                          | Back to the 90s                                    | Đề cử     |         |
| 2016 | 18  | 25th Suphannahong National Film Awards | Best Actress                                          | Back to the 90s                                    | Đề cử     |         |
| 2016 | 19  | 13th Starpics Thai Films Awards        | Best Actress                                          | Cat A Wabb                                         | Đề cử     |         |
| 2016 | 20  | 13th Kom Chad Luek Awards              | Best Actress (Film)                                   | Cat A Wabb                                         | Đề cử     |         |
| 2016 | 21  | 5th Daradaily The Great Awards         | Best Film Actress of the Year                         | Back to the 90s                                    | Đề cử     |         |
| 2016 | 22  | BIOSCOPE Awards                        | Best Actress of the Year                              | Cat A Wabb, Back to the 90s                        | Đoạt giải |         |
| 2016 | 23  | 24th Bangkok Critics Assembly Awards   | Best Actress                                          | Cat A Wabb                                         | Đề cử     |         |
| 2016 | 24  | 2nd EFM Awards                         | Most Popular Actress                                  | Cat A Wabb                                         | Đề cử     |         |
| 2018 | 25  | Star's Light Awards                    | Popular Actress Award                                 | Lhong Fai                                          | Đoạt giải | [ 2 ]   |
| 2018 | 26  | 6th Howe Awards                        | Shining Star Award                                    | Lhong Fai                                          | Đoạt giải |         |
| 2018 | 27  | 8th Mthai Top-Talk Awards              | Top Talk-About Actress                                | Lhong Fai                                          | Đoạt giải |         |
| 2018 | 28  | 12th Kazz Awards                       | Female Rising Star                                    | —                                                  | Đề cử     | [ 3 ]   |
| 2018 | 29  | 7th Daradaily The Great Awards         | Best Drama Actress of the Year                        | Lhong Fai                                          | Đề cử     | [ 4 ]   |
| 2018 | 30  | 11th Nine Entertain Awards             | Best Actress                                          | Lhong Fai                                          | Đề cử     |         |
| 2018 | 31  | 10th Siam Dara Star Awards             | Best Villain Character                                | Lhong Fai                                          | Đề cử     | [ 5 ]   |
| 2018 | 32  | 9th Nataraj Awards                     | Best Actress                                          | Lhong Fai                                          | Đề cử     |         |
| 2018 | 33  | 9th Nataraj Awards                     | Breakthrough Actress                                  | Lhong Fai                                          | Đoạt giải |         |
| 2018 | 34  | 4th Maya Awards                        | Female Lead Star Award                                | Lhong Fai                                          | Đề cử     | [ 6 ]   |
| 2018 | 35  | 4th Maya Awards                        | Charming Female Star Award                            | —                                                  | Đề cử     | [ 7 ]   |
| 2018 | 36  | 3rd Dara Inside Awards                 | Popular Leading Actress of the Year                   | Lhong Fai                                          | Đoạt giải | [ 8 ]   |
| 2018 | 37  | 12th OK! Awards                        | Male Heartthrob                                       | —                                                  | Đề cử     | [ 9 ]   |
| 2019 | 38  | Zoomdara Awards                        | Zoom Female Lead                                      | Chiếc lá cuốn bay                                  | Đoạt giải |         |
| 2019 | 39  | Great Stars Social Awards              | Best Actress                                          | —                                                  | Đoạt giải |         |
| 2019 | 40  | 13th Kazz Awards                       | Popular Female Actress                                | Yuttakarn Prab Nang Marn                           | Đoạt giải |         |
| 2019 | 41  | 13th Kazz Awards                       | Top Girl of the Year                                  | —                                                  | Đoạt giải |         |
| 2020 | 42  | Zoomdara Awards                        | Zoomdara of the Year                                  | —                                                  | Đề cử     |         |
| 2020 | 43  | TV Gold Awards                         | Best Actress in Leading Role                          | Chiếc lá cuốn bay                                  | Đề cử     |         |
| 2020 | 44  | Thai Film Director Award               | The Best Leading Actress                              | Friend Zone - Yêu nhầm bạn thân                    | Đề cử     |         |
| 2020 | 45  | Thailand Zocial Awards                 | Top 3 Best Entertainment On Social Media – Actress    | Chiếc lá cuốn bay, Friend Zone - Yêu nhầm bạn thân | Đoạt giải |         |
| 2020 | 46  | Starpics Thai Films Awards             | Best Actress in Leading Role                          | Friend Zone - Yêu nhầm bạn thân                    | Đề cử     |         |
| 2020 | 47  | 11th Nataraj Awards                    | Best Actress in Leading Role                          | Chiếc lá cuốn bay                                  | Đoạt giải |         |
| 2020 | 48  | Line TV Awards                         | Drama of the Year                                     | Chiếc lá cuốn bay                                  | Đoạt giải |         |
| 2020 | 49  | Line TV Awards                         | Best Dramatic Scene                                   | Chiếc lá cuốn bay                                  | Đề cử     |         |
| 2020 | 50  | Line TV Awards                         | Best Kiss Scene                                       | The Sand Princess                                  | Đề cử     |         |
| 2020 | 51  | Kom Chad Luek Awards                   | Best Leading Actress                                  | Chiếc lá cuốn bay                                  | Đề cử     |         |
| 2020 | 52  | Kom Chad Luek Awards                   | Popular Vote – Actress                                | Chiếc lá cuốn bay                                  | Đề cử     |         |
| 2020 | 53  | Kazz Awards                            | Top Actress                                           | Chiếc lá cuốn bay                                  | Đề cử     |         |
| 2020 | 54  | Kazz Awards                            | The Best Scene                                        | Chiếc lá cuốn bay                                  | Đề cử     |         |
| 2020 | 55  | Kazz Awards                            | Popular Vote                                          | —                                                  | Đề cử     |         |
| 2020 | 56  | JOOX Thailand Music Awards             | Thailand's Female Sweetheart                          | —                                                  | Đoạt giải |         |
| 2020 | 57  | Bangkok Critics Assembly Awards        | The Best Leading Actress                              | Friend Zone - Yêu nhầm bạn thân                    | Đề cử     |         |
| 2021 | 58  | Thai Film Director Award               | The Best Leading Actress                              | Lừa đểu gặp lừa đảo                                | Đề cử     |         |
| 2021 | 59  | Thai Film Director Award               | Best Performance                                      | Lừa đểu gặp lừa đảo                                | Đề cử     |         |
| 2021 | 60  | Suphannahong National Film Awards      | The Best Leading Actress                              | Friend Zone - Yêu nhầm bạn thân                    | Đề cử     |         |
| 2021 | 61  | Starpics Thai Films Awards             | The Best Leading Actress                              | Lừa đểu gặp lừa đảo                                | Đề cử     |         |
| 2021 | 62  | 17th Kom Chad Luek Awards              | Best Leading Actress                                  | Lừa đểu gặp lừa đảo                                | Đề cử     |         |
| 2021 | 63  | 17th Kom Chad Luek Awards              | Popular Vote - Actress                                | Lừa đểu gặp lừa đảo                                | Đề cử     |         |
| 2021 | 64  | Kazz Awards                            | Best Actress                                          | Lừa đểu gặp lừa đảo                                | Đề cử     |         |
| 2021 | 65  | D Online Awards                        | Popular Female Lead                                   | Lừa đểu gặp lừa đảo                                | Đề cử     |         |
| 2021 | 66  | 29th Bangkok Critics Assembly Awards   | The Best Leading Actress                              | Lừa đểu gặp lừa đảo                                | Đoạt giải |         |
| 2022 | 67  | Thailand Zocial Awards                 | Best Entertainment Performace on Social Media Actress | 46 Days                                            | Đoạt giải | [ 10 ]  |
| 2022 | 68  | 18th Kom Chad Luek Awards              | Popular Vote - Actress                                | 46 Days                                            | Đoạt giải | [ 11 ]  |
| 2022 | 69  | 2022 Kazz Awards                       | The Best Actress Of The Year                          | —                                                  | Đề cử     |         |
| 2022 | 70  | 2022 Kazz Awards                       | Superstar Award                                       | —                                                  | Đoạt giải | [ 12 ]  |
| 2022 | 71  | ContentAsia Awards                     | Best Drama Series Made For A Single Asian Market      | Sợi dây hoàng lan                                  | Đề cử     |         |
| 2022 | 72  | ContentAsia Awards                     | Best Female Lead In A TV Programme                    | Sợi dây hoàng lan                                  | Đoạt giải | [ 13 ]  |
| 2022 | 73  | TVPOOL STARS PARTY RETIRE & REBORN     | Most Popular Female Superstar                         | —                                                  | Đoạt giải |         |
| 2022 | 74  | TVPOOL STARS PARTY RETIRE & REBORN     | Most Popular Female Celebrity                         | —                                                  | Đề cử     |         |
| 2022 | 75  | TVPOOL STARS PARTY RETIRE & REBORN     | Most Popular Partner (Cùng Nine Naphat)               | —                                                  | Đề cử     |         |
| 2023 | 76  | 37th TV Gold Awards                    | Best Actress in Leading Role                          | Sợi dây hoàng lan                                  | Đoạt giải |         |

## Giải thưởng khác
| Năm  | Giải thưởng                         | Hạng mục                                        | Tác phẩm | Kết quả   | Ghi chú |
| 2011 | Golden Bell Awards                  | Person of the Year                              | —        | Đoạt giải |         |
| 2014 | Sinakharinwirot University          | Outstanding Student Award                       | —        | Đoạt giải |         |
| 2017 | 11th Kazz Awards                    | Best chemistry of the year (cùng Davika Hoorne) | —        | Đề cử     | [ 14 ]  |
| 2017 | OK! Beauty Choice                   | Charming Babe                                   | —        | Đoạt giải |         |
| 2020 | Celebrity Weibo Popularity Ranking  | Thailand Star Microblogging Popularity Ranking  | —        | Á quân    |         |
| 2021 | Vogue Beauty Readers' Choice Awards | Fresh Face                                      | —        | Đoạt giải |         |
| 2022 | TVPOOL STARS PARTY RETIRE & REBORN  | Beautiful Skin Celebrity                        | —        | Đề cử     |         |

## Liên kết
- Pimchanok Leuwisedpaiboon trên IMDb
- Pimchanok Leuwisedpaiboon trên Douban Movie